# Géologie de l'Europe

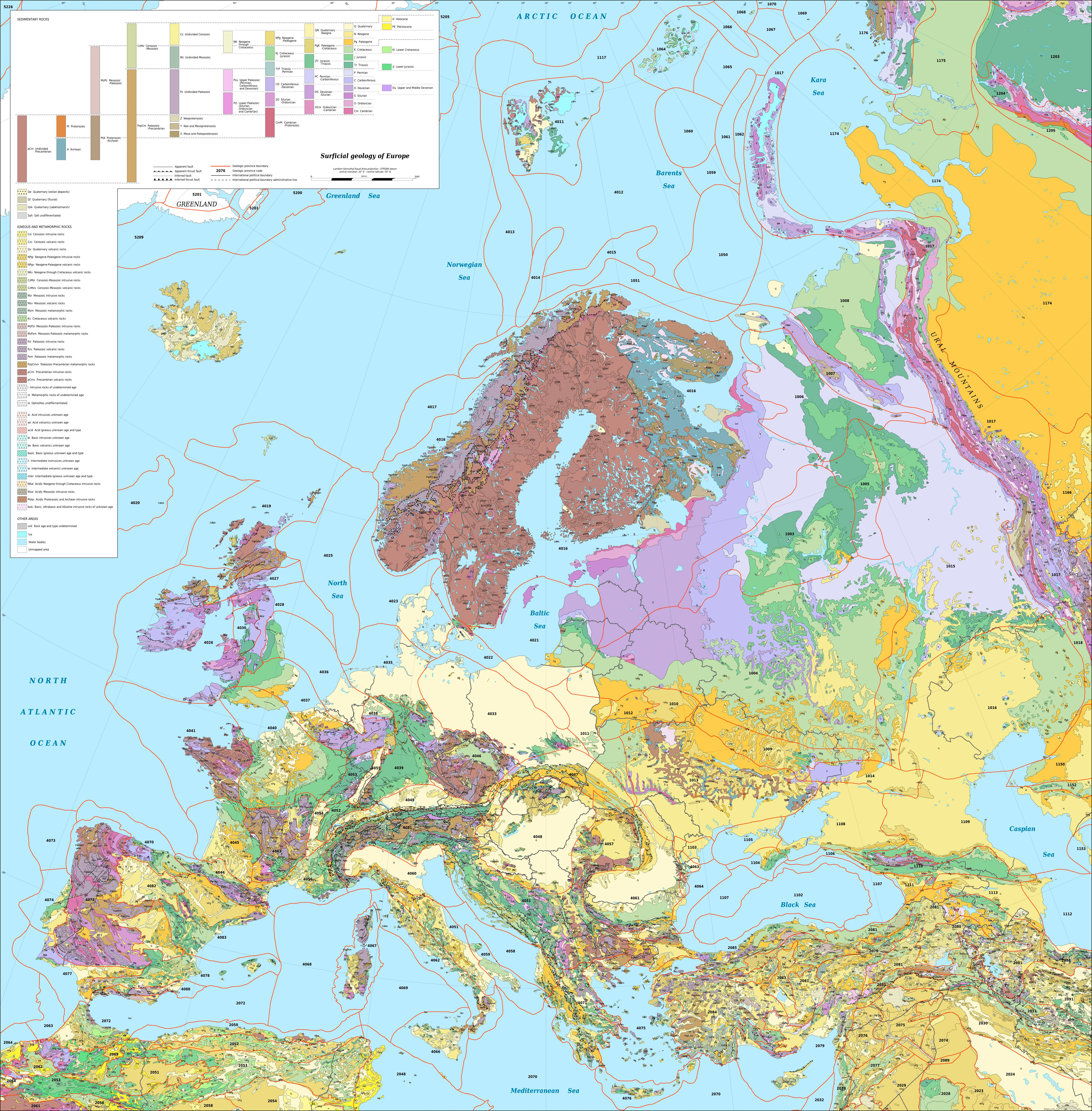
Carte géologique de l'Europe.

La géologie de l'Europe est caractérisée par la grande diversité de ses roches et de ses structures, entre des bassins sédimentaires, des chaînes de montagnes récentes, des vestiges d'anciennes chaînes et des zones volcaniques actives. La géodynamique du territoire européen présente une large palette entre des bassins de sédimentation, des zones de marges actives, de marges passives, de points chauds, d'érosion et d'orogenèse. 
Historiquement, c'est dans les Alpes que le géologue autrichien Eduard Suess a défini les principes de l'orogenèse à partir de l'observation des vestiges d'un océan alpin disparu. De nombreuses pièces du puzzle européen conservent leurs propriétés géologiques initiales, les cicatrices des épisodes de fermeture océanique, d'assemblage ou de dislocation sont également préservées. Le craton est-européen (en) possède dans la péninsule de Kola et en Ukraine, des roches vieilles de 3 300 Ma. L'histoire géologique de l'Europe donne ainsi un bon résumé de l'histoire de la Terre.

## Les grands ensembles structuraux

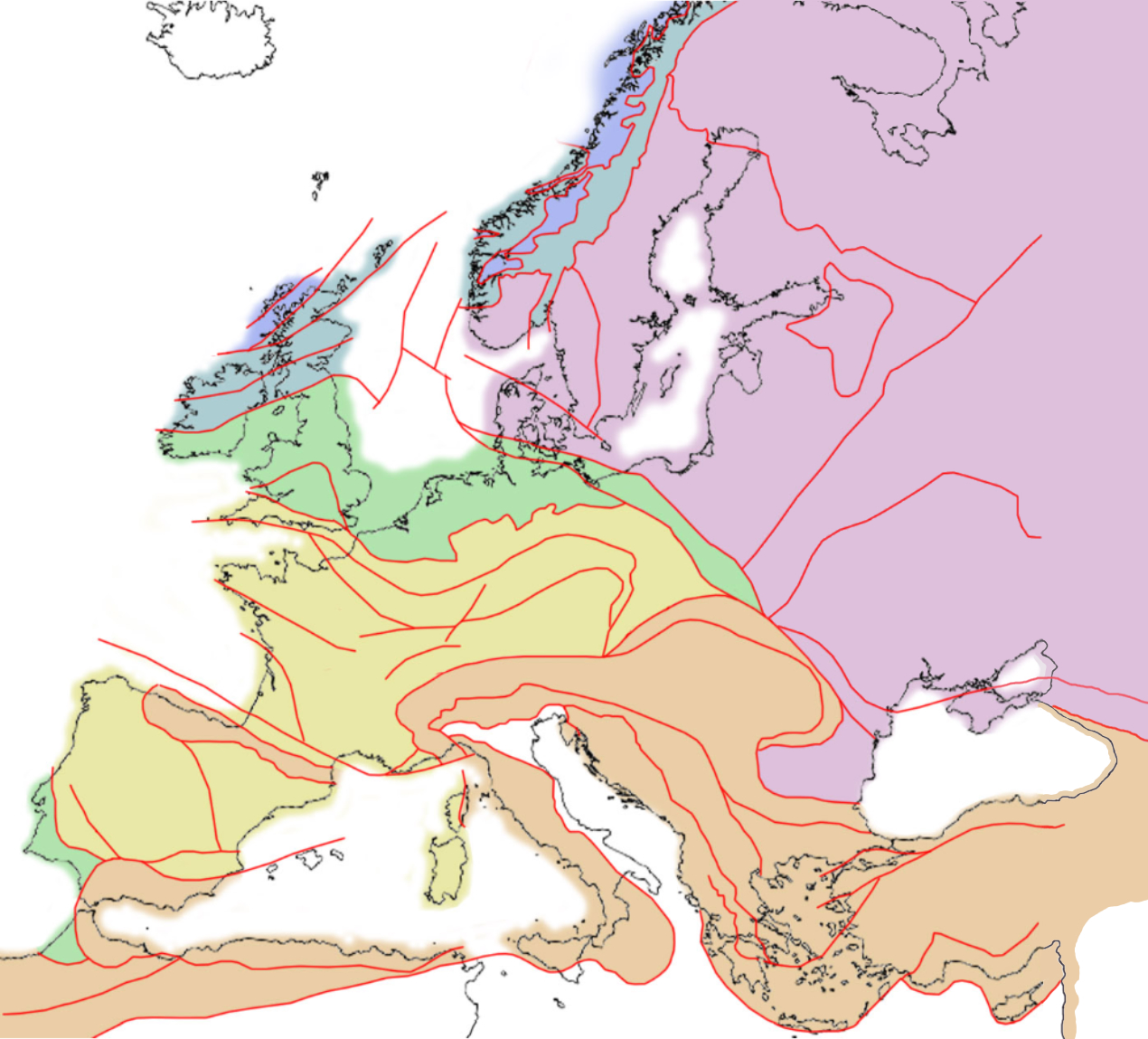
Carte des provinces tectoniques principales de l'Europe. Baltica ; Laurentia ; Avalonia ; hercynien/varisque ; alpin.

Quatre ensembles structuraux peuvent être schématiquement reconnus en Europe :
- L'Europe précambrienne qui correspond essentiellement au craton nord-européen édifié à partir du paléocontinent Baltica. Ce craton archéen qui affleure au nord de la Scandinavie et en Ukraine, est constitué d'une croûte continentale très épaisse, de l'ordre de 55 km, formée de terrains métamorphiques. Il comprend essentiellement le bouclier scandinave[2], le bouclier ukrainien et le craton est-européen (en) recouvert d'une couverture phanérozoïque de près de 20 km d'épaisseur de sédiments (dépôts marins paléozoïques, favorisés par des épirogenèses puis successions pelliculaires du Mésozoïque : dépression de la Petchora au nord, plaine germano-polonaise à l'ouest, dépression précaspique[3] au sud). Ce noyau précambrien est repris dans une succession de trois cycles orogéniques dont il reste quelques témoins : ceinture orogénique en Suède septentrionale et Finlande, datant du Protérozoïque inférieur ; ceinture en Scandinavie méridionale datant du Protérozoïque moyen ; ceinture cadomienne en Europe du nord et au nord du Massif armoricain. Trois autres ceintures orogéniques au Phanérozoïque (l'Europe calédonienne, varisque et alpine) vont se forment successivement du nord vers le sud[4].
- L'Europe paléozoïque :
  - L'Europe calédonienne, qui correspond aux Calédonides ou chaînes calédoniennes, s'étend sur une partie de la Scandinavie et la majeure partie de la Grande-Bretagne. Constituée entre l'Ordovicien et le Dévonien (500-400 Ma), elle est formée par la fermeture de l'océan Iapétus puis la collision entre la Laurentia et la Baltica pour aboutir à l'édification de la Laurussia[5].
  - L'Europe hercynienne ou varisque s'étend, pour l'essentiel, de la bordure occidentale de la plate-forme russe à l'Atlantique. Elle est structurée au Paléozoïque supérieur lors de la mise en place des chaînes varisques (Variscides) ou hercyniennes (Hercynides)[6]. La formation de l'Oural s'inscrit dans ce contexte par la fermeture de l'océan entre l'Europe centrale et la Sibérie[7]. L'extension tardi-hercynienne (Carbonifère-Permien) à l'origine de l'ouverture de l'océan nord-Atlantique (prémices du cycle alpin), individualise une série de bassins d'effondrement formés par rifting (Mer du Nord[8], bassin Weald-Boulonnais[9]). À la suite de cette orogenèse, l'ensemble des continents sont soudés et forment le dernier supercontinent terrestre, la Pangée. Les plissements calédonien et hercynien n'apparaissent aujourd'hui en relief que là où les pénéplaines qui les avaient tranchés ont subi un soulèvement à grand rayon de courbure[10] et une reprise d'érosion[11] au Tertiaire et au Quaternaire, ces déformations donnant naissance à des montagnes moyennes dont les parties sommitales aux formes adoucies rendent compte des anciennes surfaces de pénéplanation[12].
- L'Europe alpine, constituée par les chaînes récentes, résulte de la collision de la plaque africaine et eurasiatique, phénomène qui achève le processus de subduction au cours duquel la Téthys a disparu. La suture océanique, vestige de cet océan, se retrouve en Méditerranée orientale sous l'arc calabrais et l'arc hellénique, associés au volcanisme de ride (arc éolien et arc des Cyclades). Cette suture ainsi que la ride méditerranéenne qui correspond au prisme d'accrétion résultant de la convergence progressive entre la marge continentale mésozoïque africaine et la marge active égéenne, montrent que la Méditerranée orientale est une zone de collision inachevée[13]. Ce domaine est encore en évolution à la suite du déplacement vers le nord de la plaque africaine qui devrait entraîner une fermeture progressive de la Méditerranée[14].

Enfin, l'Europe occidentale est traversée par le rift ouest-européen, système de grabens intracontinentaux formés durant le Cénozoïque à l'avant du front alpin. La formation d'une profonde racine constituée de manteau lithosphérique sous les Alpes est en effet à l'origine d'un rifting de la lithosphère adjacente. Les rééquilibrages isostatiques impliqués par la formation de ce rift expliquent l'ampleur des soulèvements des massifs hercyniens sur ses marges (Vosges, Forêt-Noire).

## Processus géologiques

Dislocation de la Pangée (du Trias à aujourd'hui).

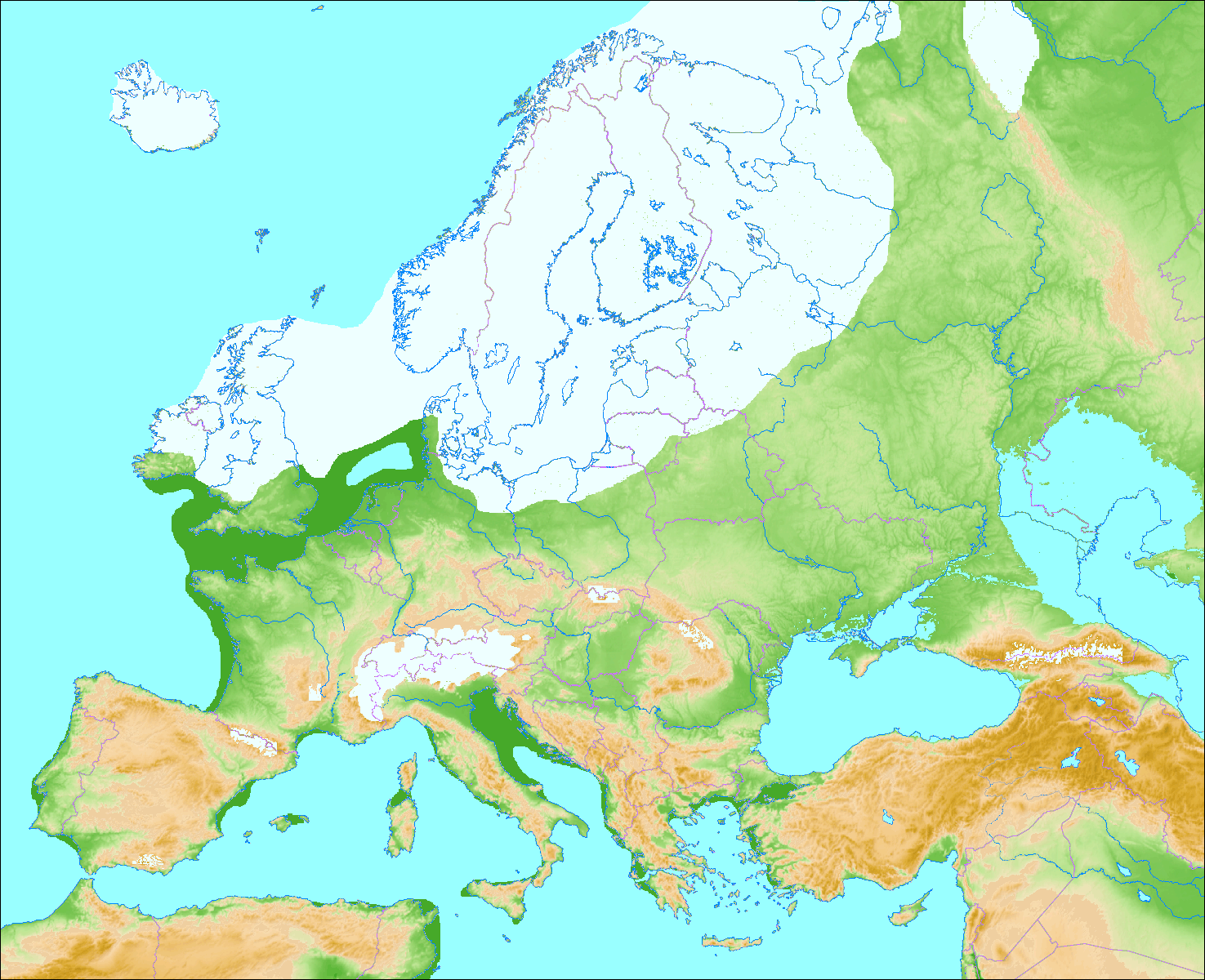
Extension maximale des calottes glaciaires du Nord de l'Europe au cours du Vistulien et de son équivalent alpin le Würmien. L'inlandsis eurasiatique (calotte anglo-irlandaise et calotte fennoscandienne dont l'épaisseur était de 3 km au centre) atteint le bassin de Londres et la plaine germano-polonaise. Les glaciers alpins poussent des langues terminales en larges glaciers de piémont jusqu'à Sisteron, la Dombes et le Jura. La steppe à mammouths est au cœur de l'Europe.

L'Europe géologique et morphologique telle que nous la connaissons naît de grands processus géologiques : 
- la dislocation du supercontinent Pangée au début du Jurassique (vers 200 Ma) se traduit par l'écartement des plaques européennes et africaines l'une de l'autre et l'ouverture entre elles d'un vaste océan, la Thétys. L'ouverture de la Téthys s'accentue jusqu'au Crétacé. À ce moment, le rift nord-atlantique commence à s'ouvrir à son tour, séparant définitivement Écosse, Irlande et Scandinavie de l'Amérique du Nord. Parallèlement, la plaque ibérique est à l'origine de l'ouverture du golfe de Gascogne par un pivotement anti-horaire de 35°E, ce qui provoque la formation des Pyrénées[18].
- la formation des chaînes alpines, liée au déplacement des plaques eurasienne et africaine (séparées par le domaine océanique de la Téthys alpine), toujours en relation avec l'ouverture de l'océan Atlantique, lors de la fragmentation de la Pangée. La convergence de la plaque européenne à l'ouest et du promontoire apulien de la plaque africaine provoquent la fermeture de la Thétys par subduction (et obduction) du domaine océanique puis la collision des deux plaques. Le flanc nord des chaînes alpines, des cordillères bétiques aux Carpates, est déversé vers l'Europe ; leur flanc sud, de Gibraltar aux Dinarides et à l'arc égéen, est déversé vers l'Afrique. Ces chaînes arquées associent une zone interne plus élevée (massifs cristallins anciens et roches très métamorphisées) et une zone externe, moins élevée, formée de dépôts plissés de molasses et de flyschs plus tendres[19].
- la formation de la Méditerranée, héritière de la Téthys. Un événement régional, intervenu il y a environ 30 Ma, produit une succession d'épisodes de rifting qui changent le régime compressif en un régime  extensif avec formation de bassins arrière-arc (bassin carpatique, bassin algéro-provençal, mer Tyrrhénienne, mer Égée) conséquence du retrait continu d'une subduction. La Méditerranée va isoler l'Europe de l'Afrique à l'Éocène, puis se refermer en partie avant de se rouvrir très tardivement au Plio-quaternaire à la suite de la fracturation du détroit de Gibraltar[20].
- Les glaciations quaternaires ont laissé des marques profondes sur le continent européen[21], notamment lors de l'extension maximale de l'inlandsis scandinave Vistulien et de son équivalent alpin le Würmien (il y a 20 000 ans, le climat était de 4 à 7° plus froid que le climat actuel, le niveau des océans étant à cette époque environ 120 m plus bas qu’actuellement[22] et les premières plages à plus de 50 km)[23]. Au sud de la Scandinavie, une zone de topographie incertaine, issue de la fonte tardive de culots de glaces mortes, de barrages d'alluvions sous-glaciaires, de moraines, génère de mauvais drainages et la multiplication des lacs et des étangs ; au niveau des fronts glaciaires, la zone des sables et des graviers, épandages fluvio-glaciaires, et des moraines parallèles, séparent de grandes vallées proglaciaires correspondant aux écoulements vers la mer du Nord des eaux de fonte ; en avant du front glaciaire (200 ou 300 km), la zone des lœss, limons nivéo-éoliens fertiles repris de la moraine frontale et des zones d'épandage proglaciaires, correspond en grande partie à la Grande plaine européenne, bande ouest-est au pied septentrional des massifs hercyniens de l'Europe moyenne (Picardie, Brabant, Hesbaye, Westphalie, Basse-Saxe, Silésie, Ukraine). « Un axe majeur de la circulation médiévale et de l'urbanisation en Europe médiane parcourra cette bande est-ouest de parcours aisé, sur des bas plateaux fertiles, au pied des ressources minérales et de la métallurgie forestière des vallées descendant des massifs hercyniens… Cette route sera, avec la voie maritime de la Baltique, un des deux axes de la poussée germanique vers l'est à partir de la seconde moitié du Moyen Âge[24] ».